# 福岡孝弟
- 福岡孝弟
- 福岡孝悌

福岡 孝弟（ふくおか たかちか、天保6年2月5日〈1835年3月3日〉- 大正8年〈1919年〉3月7日）は、日本の武士（土佐藩士）、政治家。五箇条の御誓文を加筆、政体書を起草した人物である。通称は藤次、雅号は南蘋。栄典は勲一等子爵。

## 来歴

### 幕末

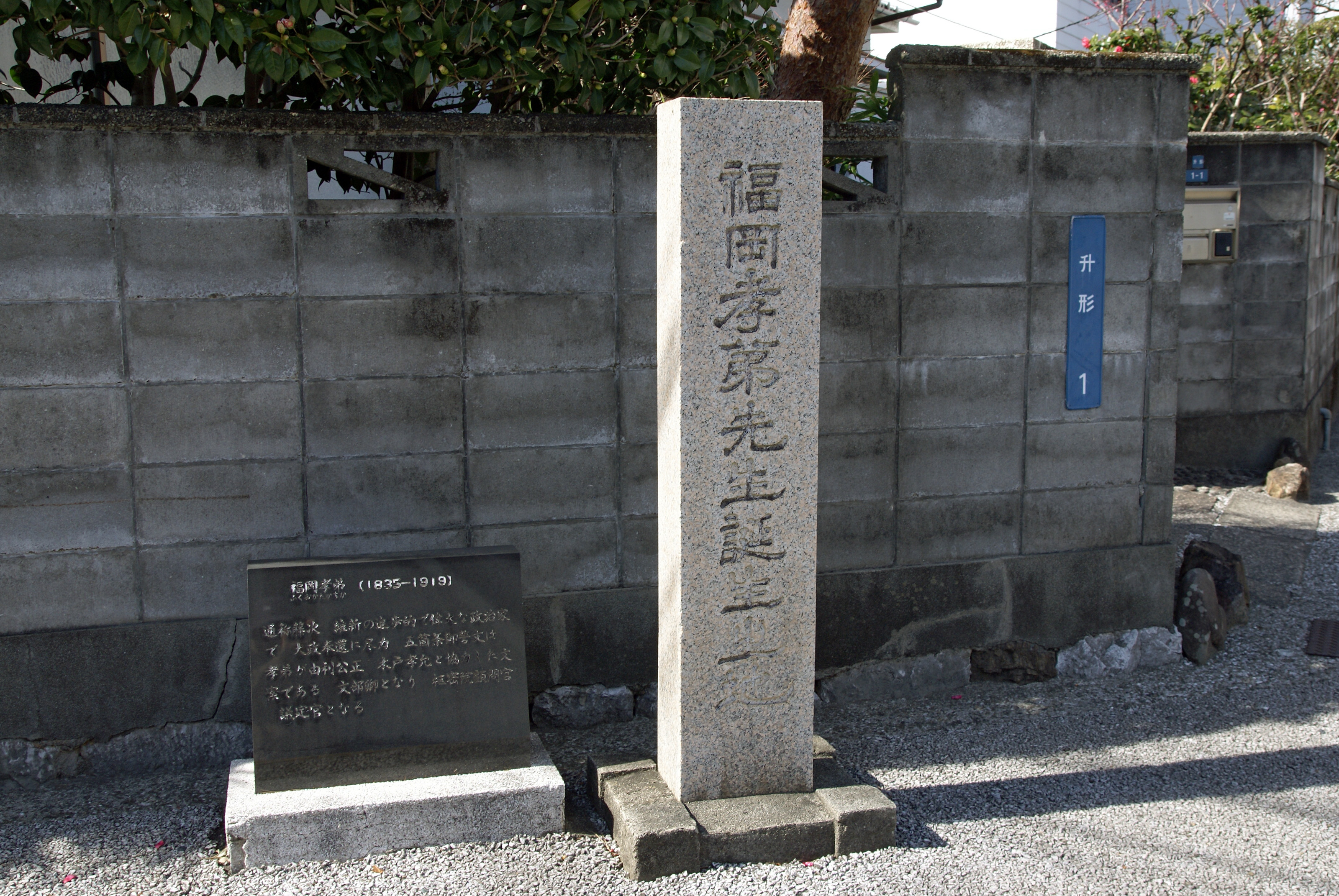
生誕地（高知県高知市升形）

天保6年（1835年）、土佐藩士・福岡孝順（180石）の次男として生まれる。安政元年（1854年）、吉田東洋の門下生として後藤象二郎や岩崎弥太郎らと共に師事し、その薫陶をうけた。安政5年（1858年）、吉田の藩政復帰に伴って大監察に登用され、後藤らと若手革新勢力「新おこぜ組」を結成して藩政改革に取り組む。文久2年（1862年）の吉田暗殺によって失脚する。
文久3年（1863年）、藩主・山内豊範の側役に就任して公武合体運動に尽力する。
慶応2年暮れ、小笠原唯八と共に政情視察の命で上京。薩摩藩邸を訪ね、薩摩の長州再征不参加と、倒幕論の台頭を察知。帰国後、藩の動向を後藤象二郎と共に決定した。
慶応3年（1867年）、参政に就任。幕府を中心とする公議政体論を藩論とし、他方で坂本龍馬や海援隊、陸援隊と提携するなど、前藩主・山内容堂を中心に藩営商社・開成館を通じて殖産興業政策を推進した。
大政奉還の実現に向けて薩摩藩との間に薩土盟約を締結する。同年、後藤とともに将軍・徳川慶喜に大政奉還を勧告し、武力討幕派の薩摩藩や長州藩に対抗した。

### 明治以降

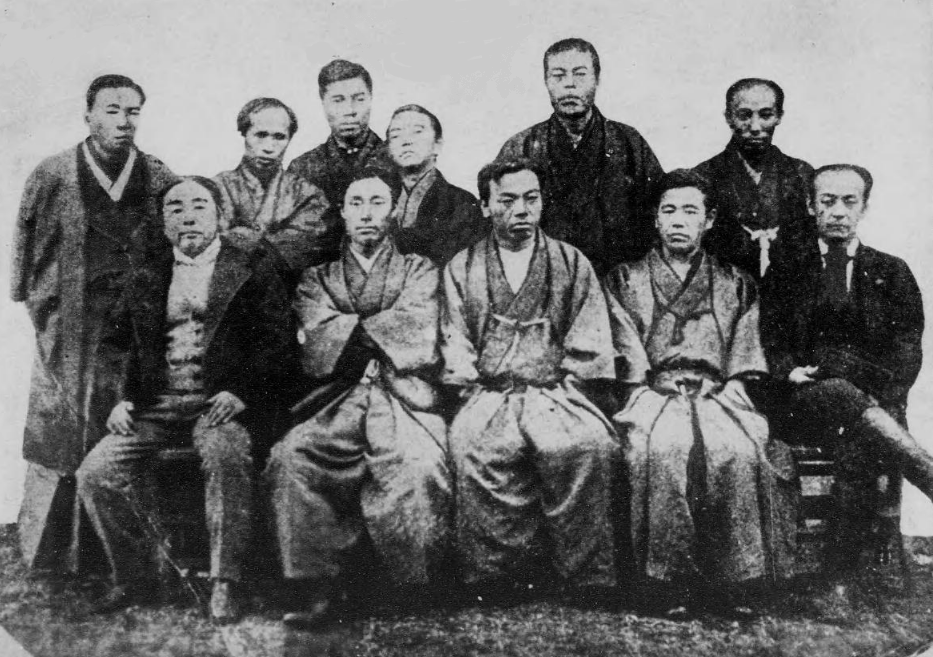
司法省大輔の福岡孝弟（前列左から2人目）。前列左より、玉乃世履権大判事、福岡、江藤新平司法卿、楠田英世明法権頭、渡辺驥少丞。後列左より、丹羽賢少丞、島本仲道警保頭 、松岡康毅七等出仕、松本暢権大判事（元壬生藩御典医・石崎誠庵）、尾崎忠治中判事、阪本政均警保助。1872年。

明治維新では、後藤や板垣らと共に徴士参与として新政府に出仕。越前藩の由利公正とともに五箇条の御誓文を起草した。
明治4年（1871年）、王政復古の功を賞されて賞典禄400石を授けられる。議事体裁取調所御用係を経て藩の少参事、権大参事。政府内では土佐閥の一人として、司法大輔に任ぜられた。司法大輔時代の明治5年11月23日（1872年12月23日）、司法卿の江藤新平と共同で、法律で妾を持つことを禁止すべきとの建白書を提出する。しかし、蓄妾は旧来の慣習であったため、建白はいつしか立ち消えとなって採用されることはなかった。その後、元老院議官、文部卿、参議、枢密顧問官、宮中顧問官などの要職を歴任した。明治17年（1884年）、子爵を授けられる。
大正8年（1919年）3月7日、薨去。享年85。墓は、東京都豊島区染井霊園にある。

## 栄典
位階
- 慶応4年閏4月21日（1868年6月11日）- 従四位下
- 1881年（明治14年）6月30日 - 正四位
- 1884年（明治17年）12月27日 - 従三位[4]
- 1887年（明治20年）4月12日 - 正三位[5]
- 1897年（明治30年）7月2日 - 従二位
- 1911年（明治44年）5月30日 - 正二位
- 1919年（大正8年）3月7日 - 従一位[6]

勲章等
- 1881年（明治14年）7月16日 - 勲二等旭日重光章
- 1882年（明治15年）11月1日 - 勲一等旭日大綬章[7]
- 1884年（明治17年）7月7日 - 子爵[8]
- 1889年（明治22年）11月25日 - 大日本帝国憲法発布記念章[9]
- 1906年（明治39年）4月1日 - 旭日桐花大綬章
- 1912年（大正元年）8月1日 - 韓国併合記念章[10]
- 1915年（大正4年）11月10日 - 大礼記念章（大正）

## 著作
- 『水萍賞鑒録』 青山清吉、1889年7月
- 『印譜弁妄』 国華社、1899年5月
- 『水萍処鑑蔵目録』 杉原弁次郎、1902年11月

記録・回顧録
- 「大政奉還始末 並昔日談」（『旧幕府』第2巻第1号、冨山房雑誌部、1898年1月）
- 「実歴史伝（第三） 福岡孝弟子」（『太陽』第5巻第4号、博文館、1899年2月）
- 「五事御誓文起草始末」（坪谷善四郎編 『当代名流 五十家訪問録』 博文館、1899年11月）
- 「大政奉還前後の事情（明治四十三年十一月十四日）」（『温知会速記録 第壱号』）
- 「余の文部卿当時」（『教育時論』第982号、開発社、1912年7月）
- 『子爵福岡孝弟談話筆記』 維新史料編纂会、1912年12月談話
- 「壬戌事」（岩崎英重編輯 『維新日乗纂輯 第一』 日本史籍協会、1925年11月）
  - 日本史籍協会編 『維新日乗纂輯 第一』 東京大学出版会〈日本史籍協会叢書〉、1969年3月、ISBN 9784130976107
  - 日本史籍協会編 『維新日乗纂輯 第一』 マツノ書店〈日本史籍協会叢書〉、2014年11月
- 「子爵福岡孝悌殿御談話筆記」（重松優編 『大木喬任伝記資料談話筆記』 佐賀県立佐賀城本丸歴史館〈佐賀城本丸クラシックス〉、2023年3月、ISBN 9784905172178）

## 親族
- 二男：福岡秀猪（子爵・法学者）[11][12]
- 養女：福岡絹子（板垣退助伯爵夫人）- 荒木周道妹

## 関連文献
- 大島更造 「故福岡子の偉功」（『土佐史壇』第4号、土佐史談会、1919年8月）
- 福岡孝弟 「五箇条御誓文ト政体書ノ由来ニ就イテ」（国家学会編輯 『国家学会創立満三十年記念 明治憲政経済史論』 国家学会、1919年4月）

福岡自身が寄稿したものではなく、既出文献の編集物。神川彦松 「子爵福岡孝弟「五箇条御誓文と政体書の由来に就いて」の由来」（明治文化研究会編 『明治文化全集 第二十八巻別冊』 日本評論社、1968年6月）参照。
- 国家学会編 『国家学会創立満三十年記念 明治憲政経済史論』 宗高書房、1974年9月
- 国家学会編 『国家学会創立満三十年記念 明治憲政経済史論』 原書房〈明治百年史叢書〉、1976年2月
- 国家学会編 『国家学会創立満三十年記念 明治憲政経済史論』 日本図書センター、1977年9月

- 学習院大学史料館編 『旧華族家史料所在調査報告書 本編4』 学習院大学史料館、1993年3月
- 霞会館華族家系大成編輯委員会編『平成新修旧華族家系大成 下巻』霞会館、1996年11月、ISBN 9784642036719
- 「福岡孝弟」（国立公文書館所蔵 「枢密院文書・枢密院高等官転免履歴書 明治ノ一」） - アジア歴史資料センター Ref. A06051173500
  - 『国立公文書館所蔵 枢密院高等官履歴 第1巻』 東京大学出版会、1996年10月、ISBN 4130987119